# Iglesia Arciprestal de Santa María del Salvador (Chinchilla de Montearagón)
-XVIII
| estilo = Mudéjar, gótico, renacentista, barroco y neoclásico
| catalogación = Declarada Monumento Histórico-Artístico en 1922
La iglesia arciprestal de Santa María del Salvador es, sin duda alguna, el monumento más representativo de los que posee actualmente la ciudad española de Chinchilla de Montearagón, en la diócesis de Albacete, tanto por la calidad artística del edificio, como por la cantidad de tesoros artísticos que se conservan en su interior. 
Es la iglesia principal de la ciudad de Chinchilla y cabeza de su arciprestazgo. Es, además, el santuario de la Santísima Virgen de las Nieves, patrona de la ciudad de Chinchilla.
Está declarada Bien de Interés Cultural desde el 21 de noviembre de 1922. Identificador del bien otorgado por el Ministerio de Cultura: RI-51-0000235.

## Cronología

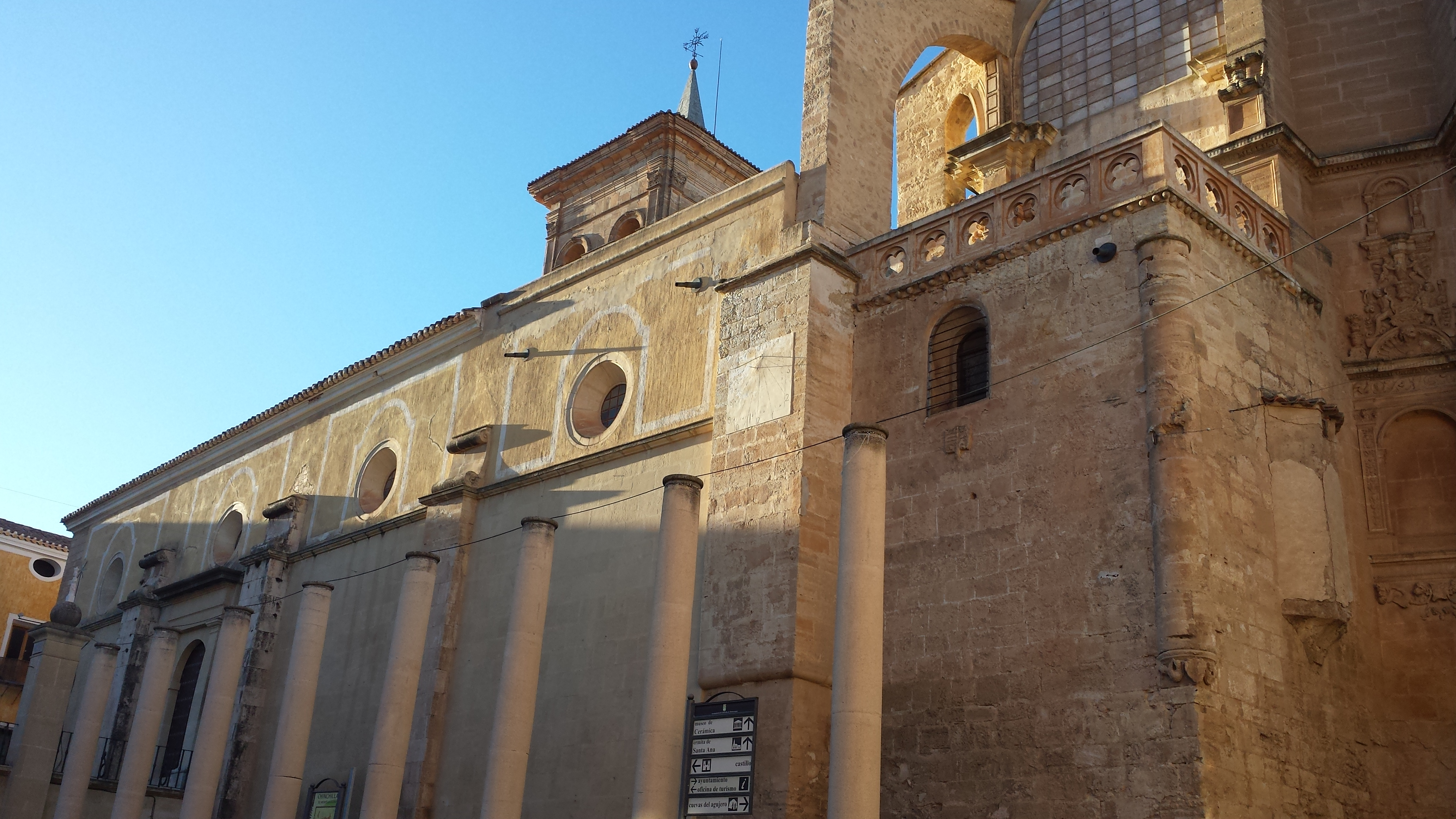
Vista lateral.

Aunque en la actualidad este edificio presente un interior barroco, con yeserías superpuestas, su origen se remonta a los primeros años del siglo XIV, si bien las sucesivas reformas que ha sufrido, la han convertido en una amalgama de estilos, desde el gótico-mudéjar, hasta el neoclasicismo dieciochesco.

## Los orígenes: siglosXIVyXV

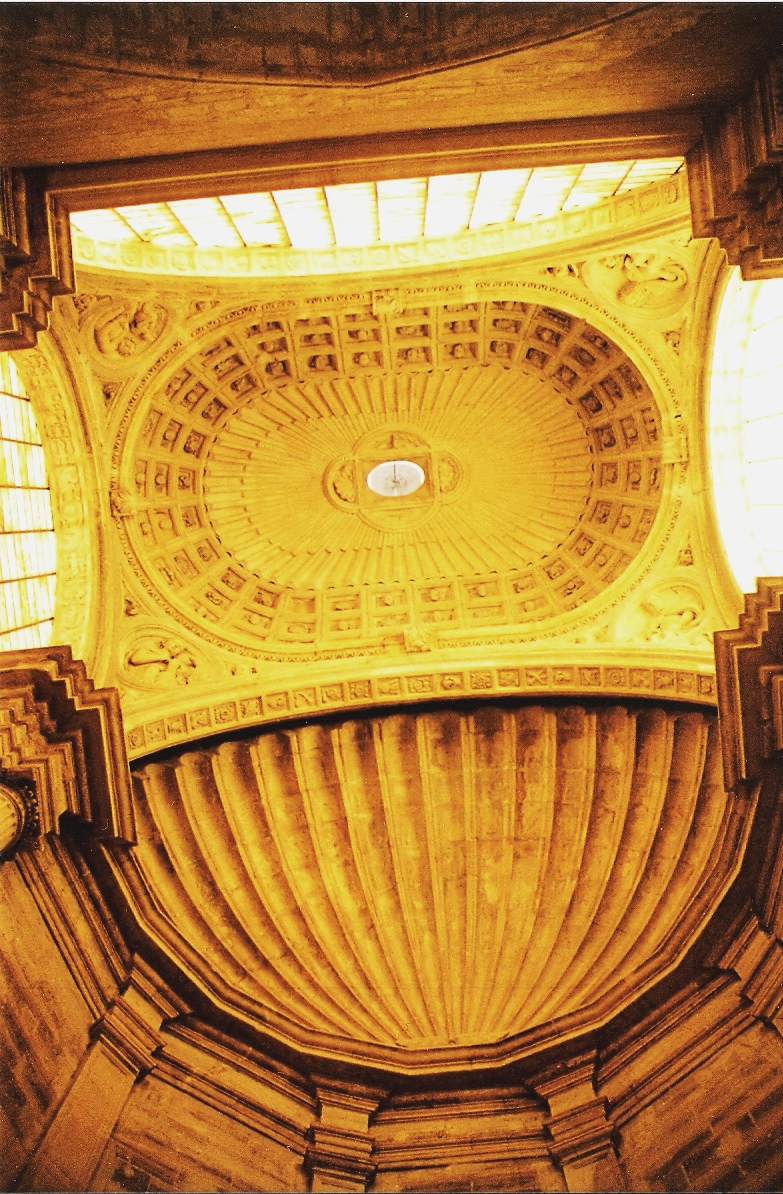
Interior del ábside.

En un principio, este templo estaba formado tan solo por los tres primeros tramos de los que lo constituyen en la actualidad, poseyendo artesonado mudéjar de par y nudillo en la nave central, lujosamente ornamentado con polígonos octogonales estrellados en los nudos extremos y central de cada par de tirantes. El conjunto se completaba con una torre de ladrillo de forma octogonal, decorada con tracerías y capillas mudéjares con arcos de herradura en los muros, posiblemente aprovechada de alguna construcción anterior, y un claustro irregular adosado, de construcción muy sencilla, a base de mampostería y tapial, con arcos apuntados de sillería.
A mediados del siglo XV, hacia 1446, don Juan Pacheco, Marqués de Villena, acomete la primera reforma reseñable en el edificio, completando el artesonado mudéjar de las naves laterales con ornamentación similar al de la nave central, pero añadiendo cuatro motivos heráldicos en los tirantes: el suyo propio, que ya colocara en los torreones del castillo, el del Obispo de Cartagena, el de Castilla y el de León.
A finales de esta centuria, rondando ya casi el siglo XVI, se produce la primera ampliación del edificio. Se añade el cuarto tramo, cubierto con tres bóvedas de crucería, en cuyas claves aparecen el escudo de Castilla y León, al lado del Evangelio, la Natividad de Nuestro Señor, en el centro, y un Calvario, con Cristo Crucificado, San Juan y la Santísima Virgen, al lado de la Epístola. Completaron la ampliación un cimborrio gótico, que caería en reformas posteriores, y la portada principal, por la que actualmente se accede al templo.
Dicha portada, está presidida por la imagen titular, Santa María del Salvador, en el parteluz, flanqueada en las jambas por San Pedro y San Pablo, a su izquierda y derecha respectivamente. Del Calvario que antaño presidía el tímpano, queda todavía el Crucificado, en el centro, y el arranque de los pies de algún otro personaje, junto a una calavera. A los lados del Cristo, aparecen dos ménsulas, que soportaban dos conjuntos escultóricos: Jesús camino del Calvario y la Virgen de las Angustias, recogidos actualmente en el interior del templo, y parcialmente mutilados a causa de la guerra civil española de 1936, en que también fueron destruidos los retablos, imágenes, y otros valiosísimos objetos eclesiásticos.
Es también en esta época cuando se recubre todo el cuerpo de la torre mudéjar de ladrillo con grandes sillares, con el fin de darle estabilidad y poder colocar en la parte superior las campanas.

## La reforma renacentista:sigloXVI

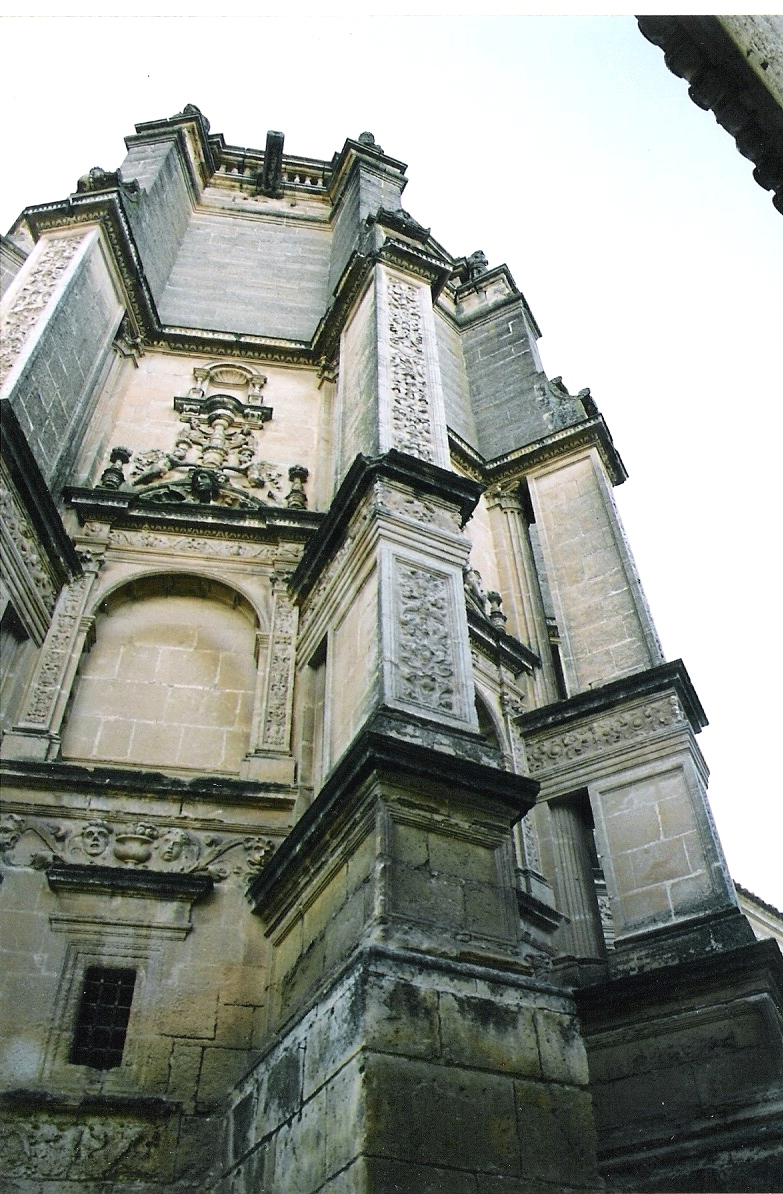
Ábside plateresco.

A punto de mediar el siglo XVI, se lleva a cabo uno de los proyectos más ambiciosos de los que afectarían al edificio, que finalmente, quedaría reducido a una reforma. En el año 1536, se decide demoler el templo gótico, para levantar uno nuevo más esbelto y grandioso, éste en estilo renacentista. En 1537 se demuele el primitivo cimborrio gótico, a las órdenes de Jerónimo Quijano, y comienza la construcción de una cabecera, de planta rectangular, rematada con una gran concha y una imponente cúpula ovalada, según parece, proyectada por el maestro francés Esteban Jamete. El ábside, que en palabras de Fernando Chueca-Goitia, es la obra más representativa del plateresco albaceteño, estuvo acabado en 1541. Pero cuando se iba a continuar con la demolición del resto del edificio, se observaron problemas en la construcción de la cúpula, cuya estructura no era estable, de forma que se añadieron cuatro arbotantes exteriores, con una función estructural más que ornamental, y se cegaron los tres arcos que habrían dado acceso al resto de la construcción, convertidos en la actualidad en tres grandes ventanales de piedra de ónice.
El exterior del ábside, ricamente ornamentado, aparece dividido en cinco cuerpos, presididos por los bustos de Sansón, Judit, Gedeón, Ester y Josué, y rematado por una balaustrada en la que se encuentran las imágenes de los santos Pablo, Santiago, Juan Bautista, Bartolomé, Pedro y Andrés.

## Las fases barroca y neoclásica:sigloXVIII
En 1717, se lleva a cabo la Santa Visita Apostólica, en la que el Cardenal Belluga encuentra de mucha fealdad que parte de la Iglesia se encuentre cubierta con bóveda, y el resto con artesonado, de manera que ordena recubrir todo el edificio con yeserías al gusto barroco, para darle uniformidad. Dicha reforma se lleva a cabo entre los años 1729 y 1730, a las órdenes del arquitecto Fray Antonio de San José, de San Jerónimo de La Ñora. Por tanto, el aspecto actual del edificio no es sino una máscara, que tal y como se puede comprobar en algunas catas realizadas, está ocultando la primitiva estructura ojival del edificio. Los restos del artesonado de las naves laterales, desmontado, se expone actualmente en los muros interiores del templo.
Poco tiempo después, se tiraría el cuerpo de campanas gótico de la torre, y se construiría el que actualmente posee, aumentando el número de puestos a ocho. 
Las últimas reformas que afectan al templo se llevan a cabo en los años de 1789 y siguientes, en que el arquitecto Lorenzo Alonso proyecta una fachada neoclásica, que afortunadamente, nunca se llevó a cabo, ya que habría destruido la portada gótica de acceso, y se edifica la Capilla de la Comunión. Finalmente, en 1793, se demuele parte del claustro para construir, adosada a la Iglesia, la vivienda del sacristán. Los restos del claustro han sido habilitados como sacristía, estando ubicado el Museo Parroquial en lo que fuera la antigua.

## Rejería de la Capilla Mayor

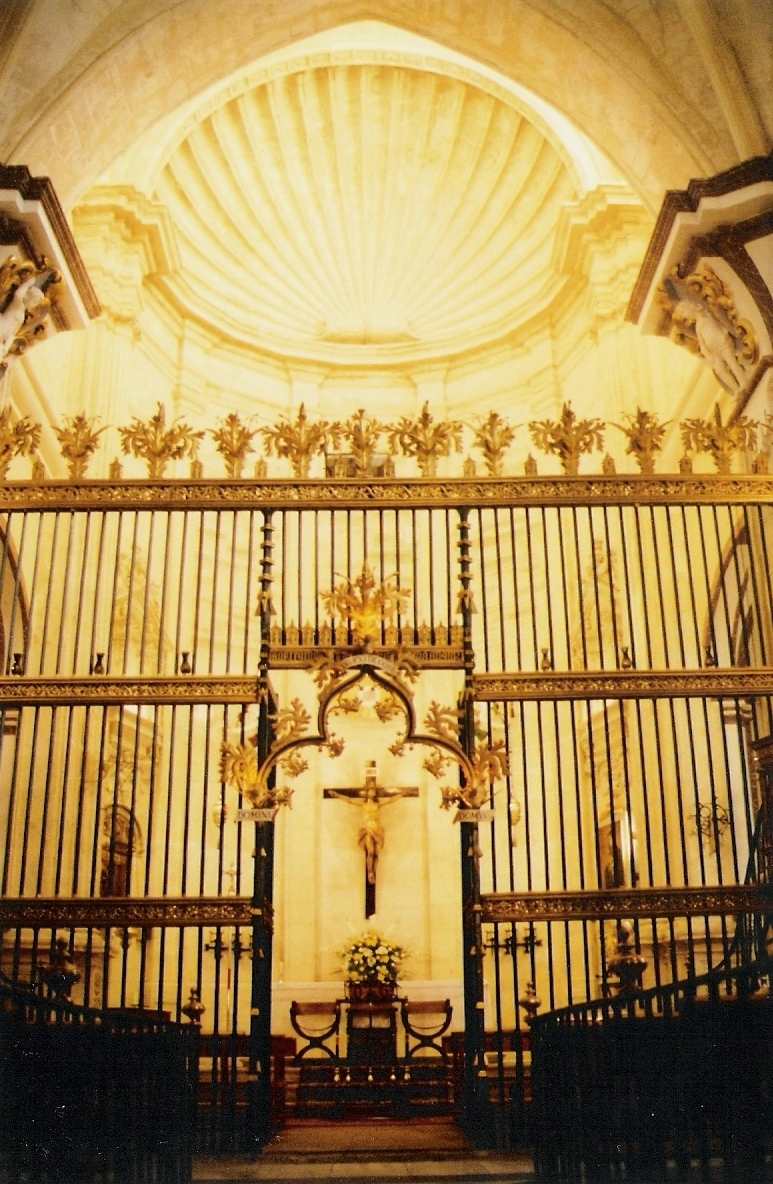
Reja de Antón Viveros en la Capilla Mayor.

La reja que cierra el presbiterio, colocada en tiempos antiguos para separar la parte principal del 
edificio del resto de la nave de 
la Iglesia, y que está cerrada con llave cuando no se está celebrando ningún acto litúrgico, fue forjada por Antón Viveros, en el año 1502, nada más terminar la de la Catedral de Murcia, que presenta múltiples analogías con la chinchillana, al haber compartido autor.
Lo más característico del enrejado, son las trece cardinas que la rematan, intercaladas por doce casas, en representación de los doce Apóstoles, presididos por un gran Cristo Crucificado. Otras doce casas sobre el dintel de la puerta central, recuerdan a las doce tribus de Israel, quedando en un espacio más reducido, y mostrando la prevalencia del Nuevo Testamento sobre el Antiguo.
Tres dragones aguantan unos carteles en que se lee Domine, dilexi decorem domus tuae (Salmo 26, 8: Señor, yo amo la casa en que tú resides) y que guardan la entrada al Presbiterio, pudiendo aludir al dragón infernal, acompañado por otras dos bestias, que menciona San Juan en el Apocalipsis, y que dan la espalda al lugar en que habita el Cordero, en opinión de García-Sauco y Santamaría (ver bibliografía).
Los dos pulpitillos, de la Epístola y el Evangelio, son posteriores a la ejecución del enrejado, y seguramente se colocan tras las reformas de Trento, en la segunda la mitad del siglo XVI.
Una fecha en el interior, 1753, indica el tiempo en que es dorada la reja, como se manda en la Santa Visita de ese año.

## Tabla delNoli me tangere

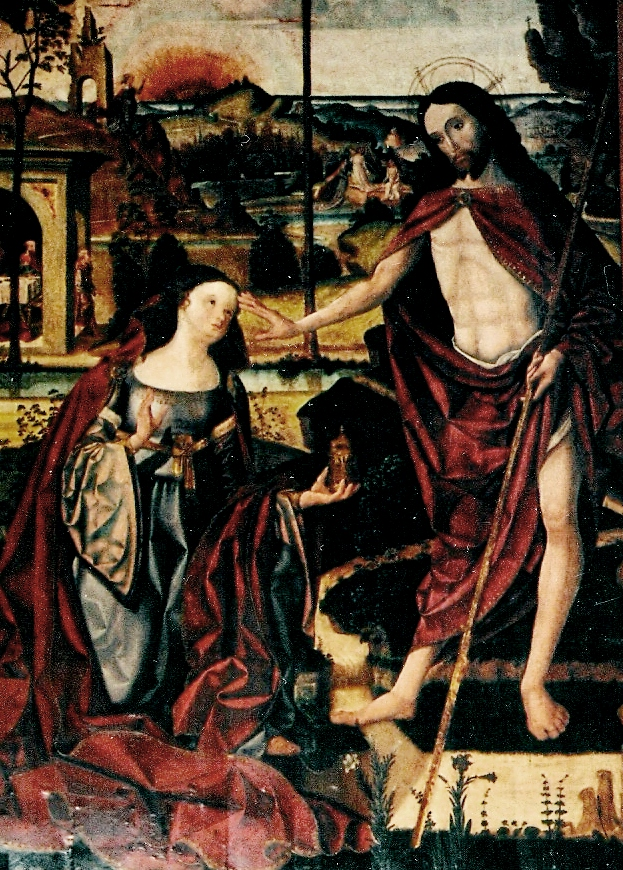
Noli me tangere, Maestro de Chinchilla.

El Noli Me Tangere es una obra pictórica de indudable calidad artística, siendo uno de los mejores exponentes de la pintura flamenca en la región.
Representa, en un primer plano, el encuentro entre Jesús Resucitado y Santa María Magdalena, que, como nos cuenta San Juan en el capítulo 20 de su Evangelio, aconteció al rayar el alba, lo que se muestra al fondo sobre el horizonte.
En palabras de García-Saúco y Santamaría, "los pliegues angulosos y metálicos de las vestiduras de ambos personajes, así como la abundancia de paños en los ropajes de la Magdalena, muestran la indudable vinculación de la obra con lo flamenco, lo que se advierte igualmente en la minuciosidad con que se tratan pequeños detalles -ya sean plantas y florecillas de la naturaleza o los broches de las capas- y también en el aspecto abstraído de los semblantes”
Dichos autores sitúan la ejecución de la obra a comienzos del siglo XVI. Pérez Sánchez, opina que es anterior a 1510.
Se desconoce quién pudo pintarlo, por lo que se conoce a su autor como Maestro de Chinchilla. Saralegui lo relaciona con el toledano Pedro Delgado y otros autores, como Post, lo asocian a los valencianos Osona y Paolo de San Leocadio.
Respecto al tamaño de la obra, la actual tabla no es sino una pequeña porción de la pintura original. De hecho, y obviando el encuentro de Jesús y la Magdalena, aparecen también otros misterios evangélicos, como la cena en la casa de Simón, el Fariseo, en la que María Magdalena unge los pies del Señor, en un edificio clásico parcialmente mutilado, a la izquierda. También aparece la Magdalena en pie, al lado de unas ruinas, sobre la escena anterior. Del mismo modo, la vemos junto a dos ángeles, en el pasaje del sepulcro vacío, o arrodillada penitente junto a unas rocas, bajo la Cruz, en el ángulo superior derecho. La mutilación del cuadro se aprecia también en el árbol central, que aparece sin copa, y que lo divide por la mitad.
Seguramente este cuadro formó parte del retablo de Santa María Magdalena, en el Convento de Santo Domingo de Chinchilla, que en algún momento (posiblemente durante el asalto francés, en los primeros años del siglo XIX) fue incendiado. De este modo, el motivo central de este retablo, que es precisamente lo que se conserva en la actualidad, es lo único que se salvó, y así lo atestiguan los restos de madera quemada que aparecieron en los bordes del cuadro en la última restauración, junto a las muestras de una evidente aserradura.

## Tabla de la Natividad
Muy parecida a otra del mismo autor, en el retablo de la Virgen de Los Llanos en la Catedral de Albacete, esta obra se encuadra en la primera mitad del siglo XVI, y corresponde a un autor anónimo, al que se ha relacionado con pintores levantinos Yáñez de la Almedina y Hernando Llanos, con la denominación de Maestro de Albacete.
Aparecen, en primer término, la Sagrada Familia, con San José, a la izquierda, la Santísima Virgen, a la derecha, y el Niño Dios, en el centro. En un segundo plano, aparecen dos pastores, sobre la tapia del establo, dando paso en último término a otro grupo más amplio con rebaño, sobre el que revolotea un ángel. 
Con motivo de la Exposición Albacete, Tierra de Encrucijada se decía que “el Maestro de Albacete muestra un estilo relacionado con Leonardo da Vinci, con buenos efectos cromáticos, pero a veces, con incorrecciones en el dibujo de los detalles, como las manos, las orejas,...”

## Museo Parroquial
El Museo de Arte Sacro de la Iglesia de Chinchilla, se encuentra ubicado en la sala en que estuvo la antigua sacristía de la Parroquia, y en él se exponen varias obras de gran valor histórico y artístico, que lamentablemente son sólo una muestra de la riqueza que antiguamente extistió, y que a causa de la destrucción de 1.936 ya no podemos contemplar.

## Artesonado renacentista
Está caracterizado por la forma de sus casetones romboidales, y tallado con maderas de nogal, roble y pino. Su ejecución data de la primera mitad del siglo XVI, y presenta decoración vegetal con grandes rosetones, y sendos querubines ornamentando la parte central. La antigua sacristía poseía, además, una cajonera tallada en torno a la sala, y un retablo al fondo con una imagen de Cristo Crucificado, del siglo XVI.

## San José de Salzillo

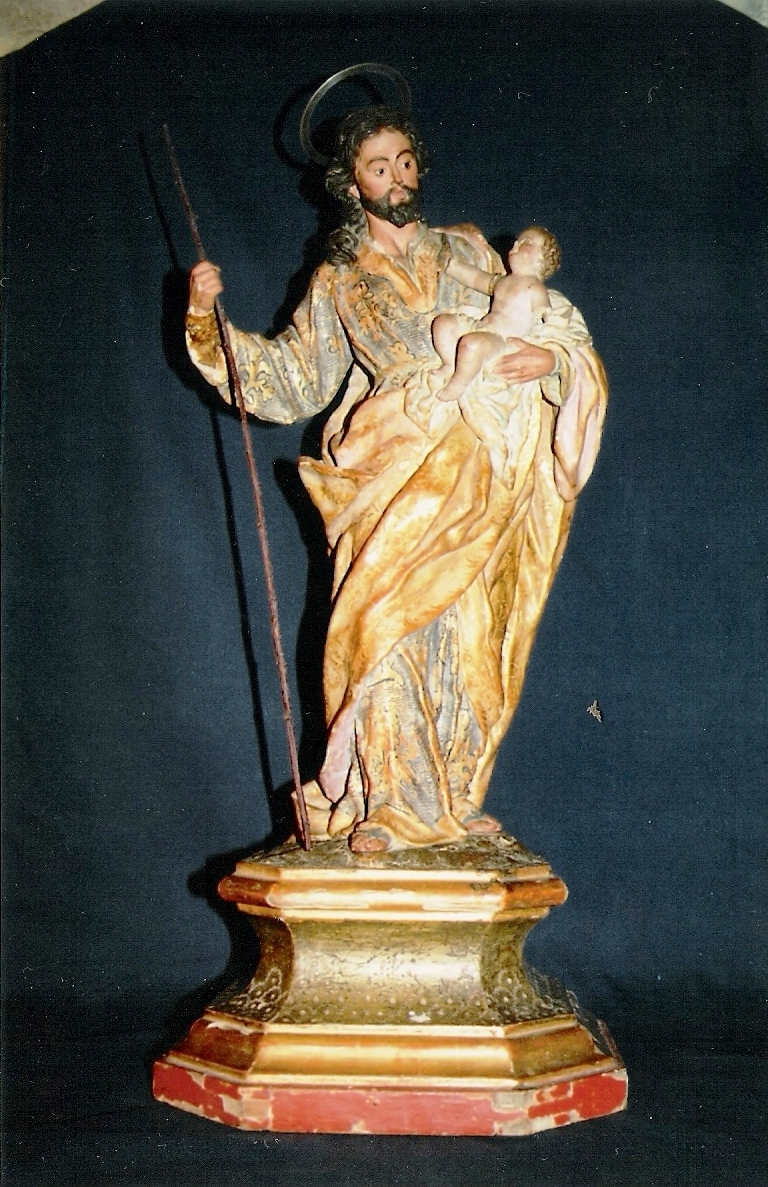
San José, de Francisco Salzillo.

Esta pequeña imagen en terracota, del escultor murciano Francisco Salzillo, es la única que se conserva en esta iglesia, aunque existieron otras como un paso de la Oración en el Huerto o una Santa Lucía. Minuciosamente estofada, muestra al esposo de la Virgen María sosteniendo a Jesús sobre su brazo izquierdo, a la vez que lleva una vara de almendro con su mano derecha.
Respecto a su procedencia, esta imagen perteneció al oratorio de don Nicolás Hortelano, sacerdote chinchillano asesinado en Madrid en 1936, el cual, donó a esta iglesia todo lo que le pertenecía y estaba en aquel recinto. De esta donación también proceden los cuadros de la Virgen de la Leche que se encuentra en el Presbiterio, o el de Cristo Crucificado que se expone también en el Museo, junto con otros objetos. Don Nicolás lo había heredado a su vez de su familia, de entre la que hubo varios sacerdotes. Uno de ellos, el arcipreste Valera, lo compró seguramente a Salzillo para su oratorio privado, en la época en que el escultor trabaja para esta Iglesia.

## Ornamentos

### Guardarropa de la Virgen de las Nieves
Lo constituyen cuarenta y cinco trajes, compuestos de manto, falda y corpiño. El más antiguo data de finales del siglo XVII. Los hay realizados con las más diversas técnicas con brocado, tisú o terciopelo.

### Terno Carmesí de San Pedro
Ricamente bordado en terciopelo rojo con hilos de seda y oro por el murciano Lorenzo Juárez en el año 1604 es, junto con una manga de cruz de Jumilla, la única obra conservada de este gran bordador. Representa en la casulla a Santa Lucía, Santa Bárbara, Santa Inés, Santa Catalina y la Inmaculada Concepción de la Santísima Virgen. En las dalmáticas aparecen los cuatro Evangelistas con el Tetramorfos, en los faldones, y las imágenes de San Jerónimo, san Agustín, san Ambrosio y san Gregorio Magno, en las mangas. Junto con este terno, el autor bordó una frontalera de altar, de la que se conserva el medallón central en una de las vitrinas del Museo, representando la Natividad de Nuestra Señora.

### Terno Blanco de la Santísima Virgen
De autor anónimo, se realiza sobre terciopelo blanco bordado en oro y sedas en los primeros años del siglo XVI. En la casulla aparecen las imágenes del Padre Eterno, Jesucristo, Santo Obispo, La Virgen, San Pedro y San Pablo. Las dalmáticas están decoradas con motivos vegetales, y en los collaretes se representan la Anunciación del Ángel a la Virgen, y la Visitación a Santa Isabel.

### Terno Blanco del Corpus Christi
Data de la primera mitad del siglo XVIII, y fue tejido en Toledo por Miguel Molero, en brocado rameado de tisú de plata y oro.

### Terno Negro para exequias
Aprovecha los bordados de un antiguo terno carmesí, que fue restaurado en 1908. Data de principios del siglo XVII, y representa en la casulla las imágenes de San Pedro, Santiago el Mayor, la Virgen y Santo Obispo.

## Orfebrería

### Cruz de los Reyes Católicos

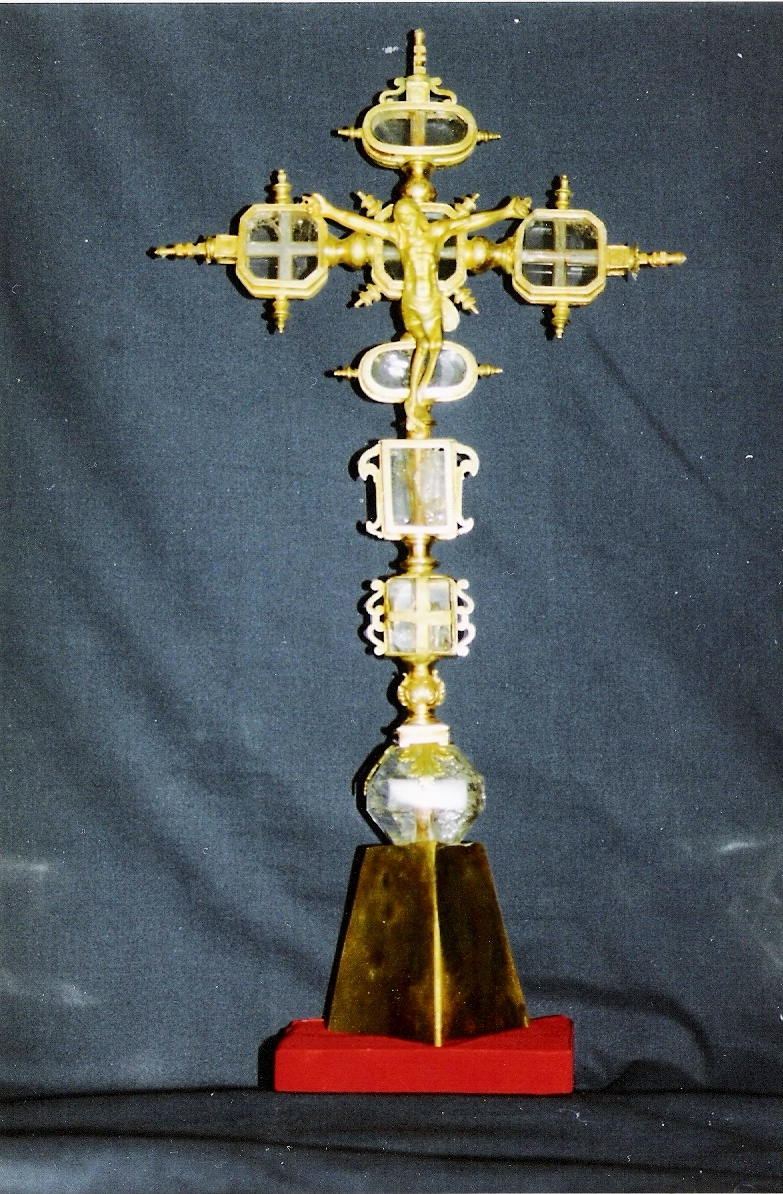
Cruz de los Reyes Católicos.

Según la tradición, sobre esta cruz de cristal de roca de Borgoña, engarzada en plata sobredorada, juraron los Reyes Católicos respetar los fueros y privilegios de la ciudad de Chinchilla, el 6 de agosto de 1488, a la vez que le otorgaron los títulos de Noble y Muy Leal.
Consta en el acta de la visita, que cuando llegaron los monarcas a las nueve de la mañana, del viaje que estaban realizando desde Murcia hasta Valladolid camino de la vía de Villena "e Orihuela e Murcia e con sus altesas, muchos prelados y caballeros de sus reynos, y queriendo entrar por las puertas principales de la misma cibdad", fueron detenidos “debaxo de la bóveda de la primera puerta herrada”. Salieron entonces los representantes del concejo, colocando inmediatamente sus componentes por encima de los monarcas un palio, “teniendo en sus manos los cetros e varas del paño brocado que estava e tenian encima de sus altezas”. Salió entonces el licenciado Pedro Sánchez de Belmonte, alguacil del Concejo, que sostenía “un vaçín de plata y en él todos los priuillejos de la dicha cibdad e un libro avierto donde estauan escritos los evanjelios e sobre ellos una crus de cristal”.
El Concejo quería que los reyes juraran respetar los fueros y privilegios de la Ciudad, así como que no la darían nuevamente en señorío, favoreciendo la repoblación de la zona, a lo que respondió el rey don Fernando: “Ya se lo que quereis, hagase. E luego incontinente asy el dicho señor rey como la dicha señora reyna, nuestra señoria, se quitaron los guantes de las manos derechas e pusieronlas sobre la crus e los santos evangelios e dixeron que asy como lo pedia el dicho conçejo que asy lo juravan e juraron (...). E pasado lo suso dicho sus altesas debaxo del dicho paño entraron cabalgando fasta la yglesia Santa Maria de la cibdad, donde fueron recibidos con la procesion de clerigos. E alli descabalgaron e fisieron oracion dentro de la dicha yglesia".

### Copón renacentista
Hecho en plata sobredorada, data de mediados del siglo XVI. Es obra, posiblemente, de H. Morales, cuyo contraste aparece en la parte inferior. En la copa están representados cuatro reyes bíblicos; en el astil, cuatro niños con instrumentos musicales medievales; y en la base, se encuentran los bustos de San Pedro con San Pablo, Cristo, y la Santísima Virgen. 

### Cáliz del beneficiado Coronel
Data de la segunda mitad del siglo XVI y perteneció a uno de los beneficiados de esta iglesia: el doctor don Juan Ángel Coronel. En la parte inferior y bajo la copa, aparecen los punzones del posible autor, Pedro Párraga, y de Juan de Orea, quien pudo intervenir para algún aderezo en el siglo XVII.

### Cruz para recibir al prelado
Se trata de una pequeña cruz de altar, del primer cuarto del siglo XVI, del toledano Pedro de San Román. Se ha venido utilizando para recibir al obispo en las Santas Visitas Apostólicas.

## Cofradías y hermandades
La Iglesia Arciprestal de Santa María del Salvador es sede canónica de las siguientes cofradías y hermandades:
- Asociación de Nuestra Señora de las Nieves (1899)
- Cofradía de la Preciosísima Sangre de Cristo y Nuestra Señora de los Dolores (1584)
- Real Cofradía de Nuestro Padre Jesús Nazareno, las Cruces y Santísima Virgen del Rosario (1609)
- Cofradía de Nuestra Señora de la Soledad (Chinchilla) (1926)
- Cofradía del Santísimo Cristo de la Agonía, Santo Entierro y Romanos (1953)
- Cofradía de San Juan Evangelista (1954)
- Cofradía de Nuestra Señora de las Angustias y Santa María Magdalena (1984)